# Vouvás
Vouvás, en grec moderne : Βουβάς, est un village du dème de La Canée, en Crète, en Grèce. Selon le recensement de 2011, la population de Vouvás compte 142 habitants. Le village est situé à une altitude de 190 m.

## Recensements de la population
| Recensements | 1900 | 1920 | 1928 | 1940 | 1951 | 1961 | 1971 | 1981 | 1991 | 2001 | 2011 |
| ------------ | ---- | ---- | ---- | ---- | ---- | ---- | ---- | ---- | ---- | ---- | ---- |
| Population   | 261  | 172  | 168  | 92   | 184  | 150  | 174  | 143  | 138  | 214  | 142  |